# 모차르트와 살리에리
모차르트와 살리에리(러시아어: Моцарт и Сальери 모차르트 이 살리예리[*])는 알렉산드르 푸시킨이 1830년에 발표한 희곡이다.

## 해설
이 작품은 볼프강 아마데우스 모차르트(Wolfgang Amadeus Mozart, 1756∼1791)의 죽음에 대한 전설을 기초로 해서 쓰였다. 푸시킨은 한 시대를 풍미한 대표적인 두 음악가 살리에리와 모차르트 사이에 숨겨진 이야기를 다루면서 예술 창조의 문제를 깊게 성찰했다. 예술 창조의 문제는 자연히 천재와 범인, 영감과 장인 정신의 관계로 이어진다. 장인 정신을 바탕으로 하는 노력파 음악인 살리에리와 신의 은총을 받은 천재 음악가 모차르트 사이의 갈등에는 끝없이 회자되는 예술 정신에 대한 문제가 해결되지 않은 채로 남아 있다. 낭만주의자들이 이야기하는 것처럼 예술이란 인간의 노력으로 성취할 수 없는 것일까? 성취할 수 있다면 얼마나 가능한가? 모차르트의 천재성을 지켜보면서 신을 원망하는 살리에리의 말은 그 나름대로 한계성에 노출된 보통 사람들의 절규로 남는다. 여기서 푸시킨이 이야기하고자 하는 것은 단순히 장인 정신과 천재적 영감의 대비가 아니다. 그의 위대성은 예술성과 인간성을 분리시키지 않고 하나의 통합체로 보고 있다는 점이다.
총 2막으로 구성되어 있으며 러시아어 원본과 영어번역은 아래와 같이 구할 수 있다.
http://poetarium.info/pushkin/mozart_i_salieri.php 보관됨 2018-05-27 - 웨이백 머신

## 서지정보
- 조주관 역, 2009년, 지식을만드는지식 ISBN 978-89-8499-844-5